# Tullgrenella didelphis
Tullgrenella didelphis là một loài nhện trong họ Salticidae.
Loài này thuộc chi Tullgrenella. Tullgrenella didelphis được Eugène Simon miêu tả năm 1886.